# Burg Friberg (Siat)
Die Ruine der Burg Friberg steht auf dem Gemeindegebiet von Siat im schweizerischen Kanton Graubünden.

## Lage
Die Ruine der Höhenburg steht auf 1340 m ü. M. auf einem mächtigen Felsklotz oberhalb von Siat und ist vom Dorf aus in wenigen Minuten erreichbar.

## Anlage
Erhalten haben sich wenige Reste eines Turmes oder wehrhaften Palas aus lagerhaften Bruchsteinen über einem Grundriss von circa 11 auf 18 Meter. Die Mauerstärke beträgt 1,5 Meter. Eine von Poeschel beobachtete Querteilung des einstigen Gebäudes ist nicht mehr feststellbar.
Etwa sieben Meter tiefer liegt im Südosten ein weites Plateau, das zwar keine Spuren einer Überbauung, aber Reste einer der Geländekante folgenden Ringmauer aufweist.

## Geschichte
Die Herren von Friberg gehörten zu den Edelfreien des Vorderrheintales, die Burg bildete das Zentrum ihrer Herrschaft. Bezeugt ist von 1255 bis 1289 Friedrich von Friberg, der 1255 bei Domat/Ems zusammen mit anderen rhätischen Herren gegen das Hochstift Chur kämpfte. Ausser Friedrich ist nur noch Rainger bekannt, der 1343 als verstorben erscheint. Offenbar übertrug er die Herrschaft Friberg an Österreich und erhielt sie als Lehen zurück.
Nach dem Aussterben der Friberger um 1330 sind die Besitzverhältnisse etwas unklar. Entweder wurde die Burg an Donat von Vaz verliehen und kam nach dessen Tod um 1337 an seine Tochter Ursula und ihren Gemahl Rudolf von Werdenberg, oder aber Donat von Vaz stellte Ansprüche an die Burg, die seine Tochter später nicht durchsetzen konnte, 1342 darauf verzichtete und dafür die Burg von Österreich zu Lehen erhielt.
Nach einer Fehde mit den Rhäzünsern mussten Ursula und ihr Gemahl auf Friberg und Jörgenberg verzichten, beide Burgen kamen 1343 in den Besitz der Rhäzünser. Nach einem Erbstreit 1458 zwischen Georg von Rhäzüns und Jos Niclaus von Zollern – Ursula von Vaz hatte ihre Rechte an den Sohn aus erster Ehe Niclaus von Zollern abgetreten – erhielt Letzterer die Herrschaften Friberg und Jörgenberg mit den Dörfern Waltensburg, Andiast, Siat, Rueun und Schlans.
Ein am 1. Juni 1472 beurkundeter Vertrag der Herrschaften Jörgenberg und Friberg an Bischof Ortlieb von Chur (1458–1491) kam aus nicht bekannten Gründen zustande, denn am 6. Juni gleichen Jahres verkaufte Jos Niclaus die Burgen an das Kloster Disentis. Im Verlauf des 15. Jahrhunderts dürfte die Burg Friberg verlassen worden sein.

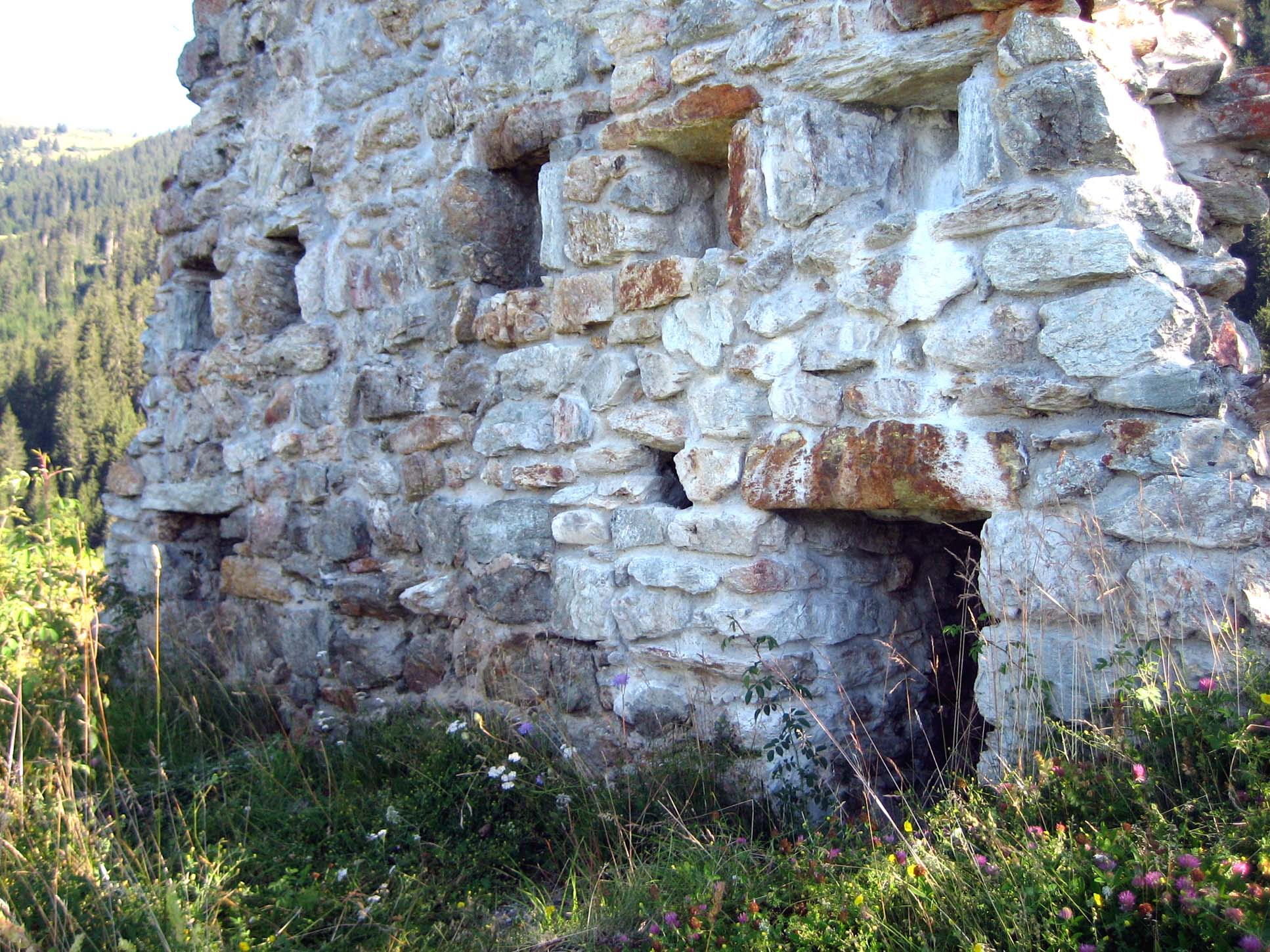
Mauerrest von Süden
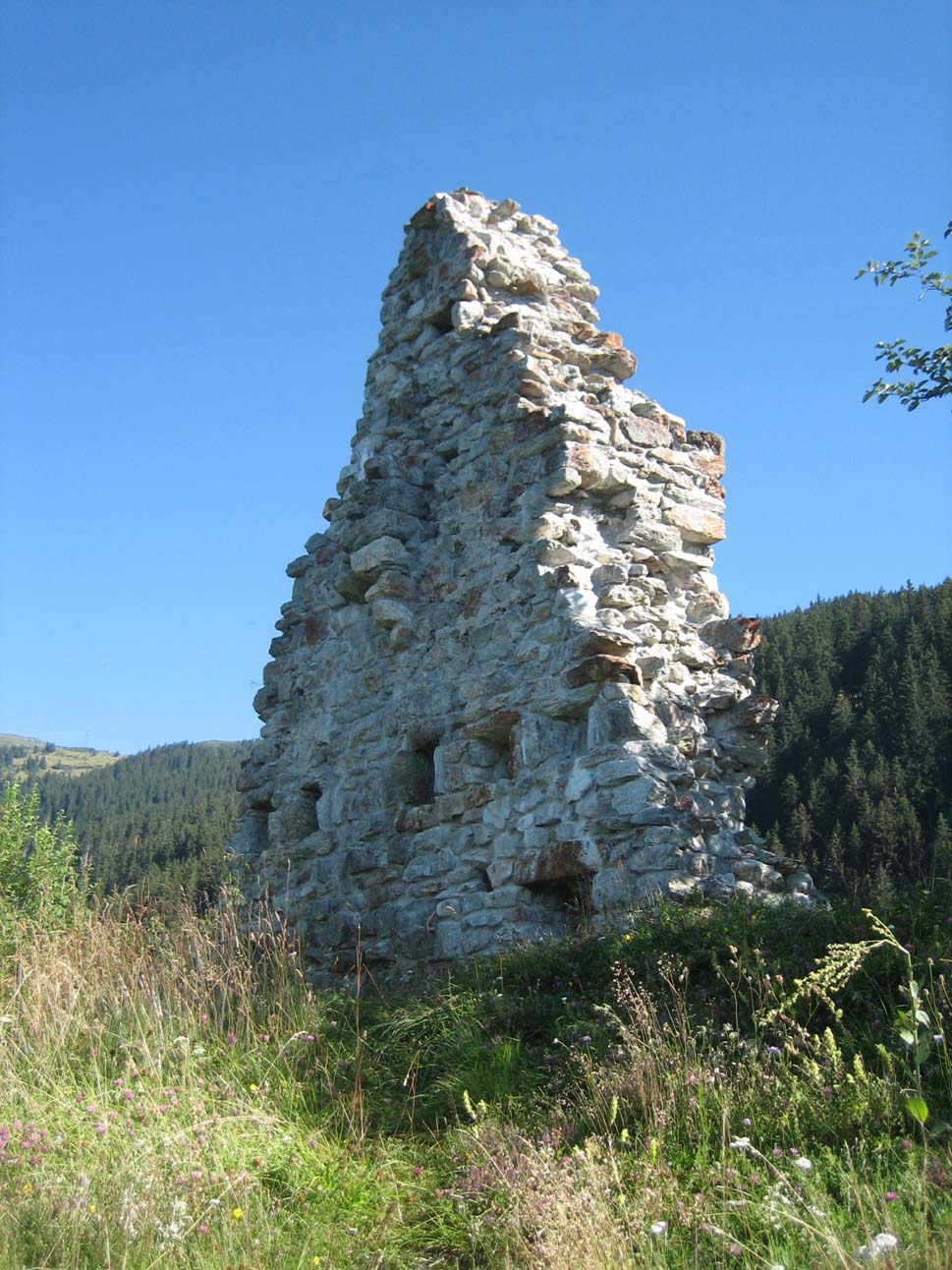
Südseite
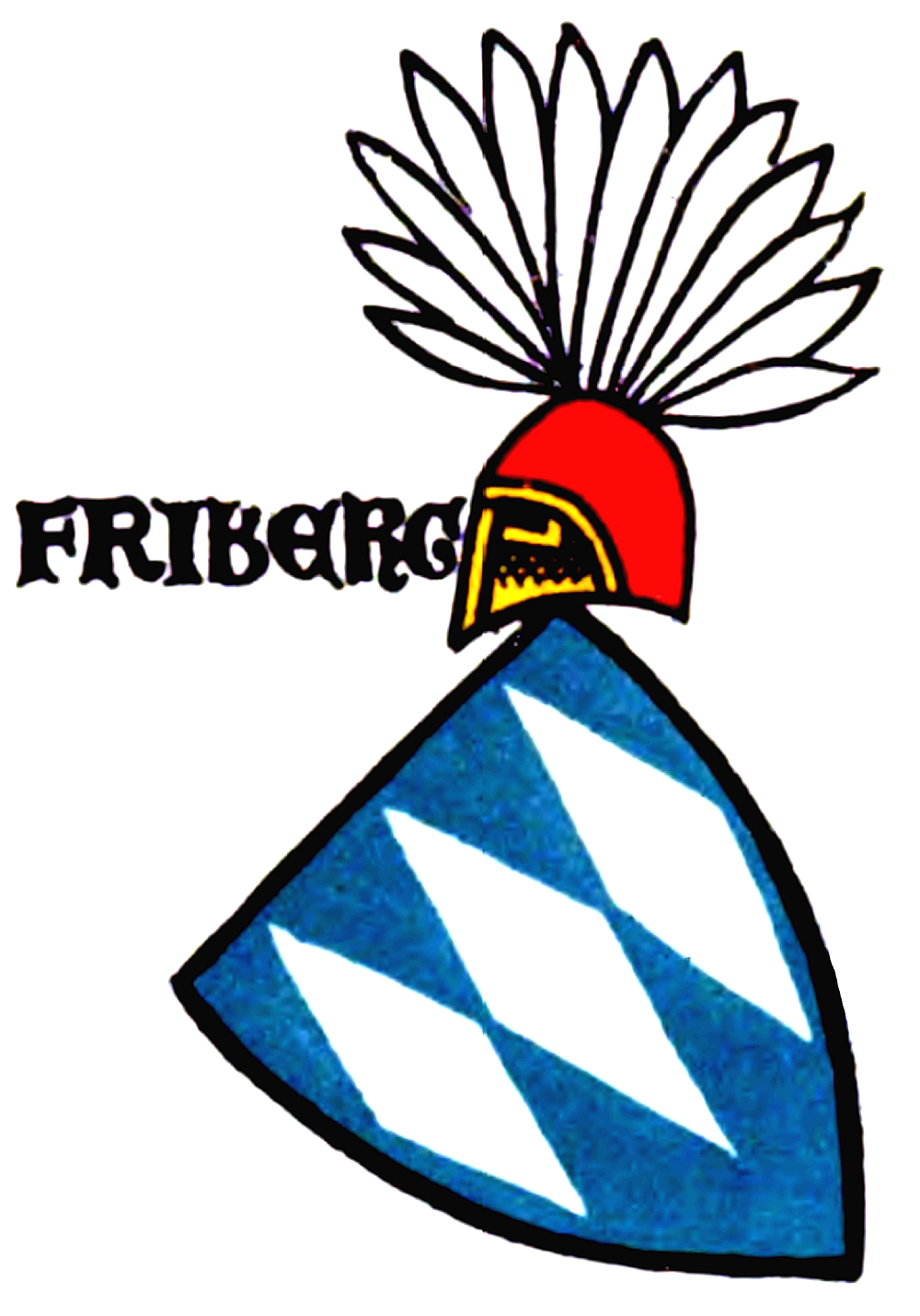
Wappen der Herren von Friberg, Zürcher Wappenrolle, um 1340